# Ardatov (Mordvinsko)
Ardatov (rusky Арда́тов, erzjansky Орданьбуе – Ordaňbuje) je město v Mordvinsku v Ruské federaci. Při sčítání lidu v roce 2010 měl 9400 obyvatel.

## Poloha
Ardatov leží na Alatyru, levém přítoku Sury v povodí Volhy. Od Saransku, hlavního města republiky, je vzdálen přibližně 100 kilometrů severovýchodně.

## Dějiny
První zmínka o Ardatovu je z roku 1671, kdy se jednalo o vesnici jménem Ardatovo (Арда́тово). Městem je od roku 1780.

### Rodáci
- Ija Alexejevna Arepinová (1930–2003), herečka